# Halimiocistus
Halimiocistus es un género con unas quince especies  de plantas perteneciente a la familia de las cistáceas.

## Taxonomía
El género fue descrito por  Erwin Emil Alfred Janchen-Michel von Westland y publicado en Die natürlichen Pflanzenfamilien, Zweite Auflage 21: 304. 1925.

## Especies seleccionadas
- Halimiocistus heterogena Janch.
- Halimiocistus humilis Demoly
- Halimiocistus revolii (Coste & Soulié) Dans.
- Halimiocistus sahucii Janch.